# Comuna de Trzcinica
Trzcinica (polaco: Gmina Trzcinica) é uma gminy (comuna) na Polónia, na voivodia de Grande Polónia e no condado de Kępiński. A sede do condado é a cidade de Trzcinica.
De acordo com os censos de 2004, a comuna tem 4713 habitantes, com uma densidade 62,7 hab/km².

## Área
Estende-se por uma área de 75,14 km², incluindo:
- área agrícola: 71%
- área florestal: 22%

## Demografia
Dados de 30 de Junho 2004:
|                      | Total   | Total | Mulheres | Mulheres | Homens  | Homens |
| -------------------- | ------- | ----- | -------- | -------- | ------- | ------ |
|                      | pessoas | %     | pessoas  | %        | pessoas | %      |
| População            | 4713    | 100   | 2347     | 49,8     | 2366    | 50,2   |
| Densidade (pop./km²) | 62,7    | 100   | 31,2     | 31,2     | 31,5    | 31,5   |

De acordo com dados de 2002, o rendimento médio per capita ascendia a 1351,92 zł.

## Subdivisões
- Aniołka Pierwsza, Kuźnica Trzcińska, Laski, Piotrówka, Pomiany, Smardze, Trzcinica, Wodziczna.

## Comunas vizinhas
- Baranów, Byczyna, Łęka Opatowska, Rychtal, Wołczyn